# Бутилацетат
н-Бутилацетат -  органічна сполука ряду естерів. Має хімічний склад CH3CO2(CH2)3CH3 і умовно розглядається як продукт взаємодії бутанолу та оцтової кислоти. Він міститься в багатьох видах фруктів, яким він надає характерний смак і має солодкий запах банана або яблука. Використовується як промисловий розчинник.
Інші три ізомери (чотири, включаючи стереоізомери) бутилацетату: ізобутилацетат, трет-бутилацетат і втор-бутилацетат (два енантіомери).

## Отримання
В промислових масштабах бутилацетат отримують кислотно-каталітичною естерифікацією оцтової кислоти 1-бутанолом при температурах 80–120 °C. В якості каталізаторів зазвичай використовують кислотні іонообмінні смоли. В лабораторії в якості каталізатора використовують п-толуолсульфонову кислоту.
Відповідно до принципу Ле Шательє, відокремлення утвореної води або видалення складного ефіру викликає зміщення рівноваги в бік продуктів реакції.